# Keniaans rugby sevensteam (vrouwen)
Het Keniaanse rugby sevensteam is een team van rugbyers dat Kenia vertegenwoordigt in internationale wedstrijden.

## Wereldkampioenschappen
Kenia heeft zich nog nooit gekwalificeerd voor een wereldkampioenschap.
- WK 2009: Niet gekwalificeerd
- WK 2013: Niet gekwalificeerd
- WK 2018: Niet gekwalificeerd

## Olympische Zomerspelen
Kenia behaalde tijdens de Olympische Zomerspelen 2016 de elfde plaats.
- OS 2016: 11e
- OS 2020: 10e